# 초원비스카차

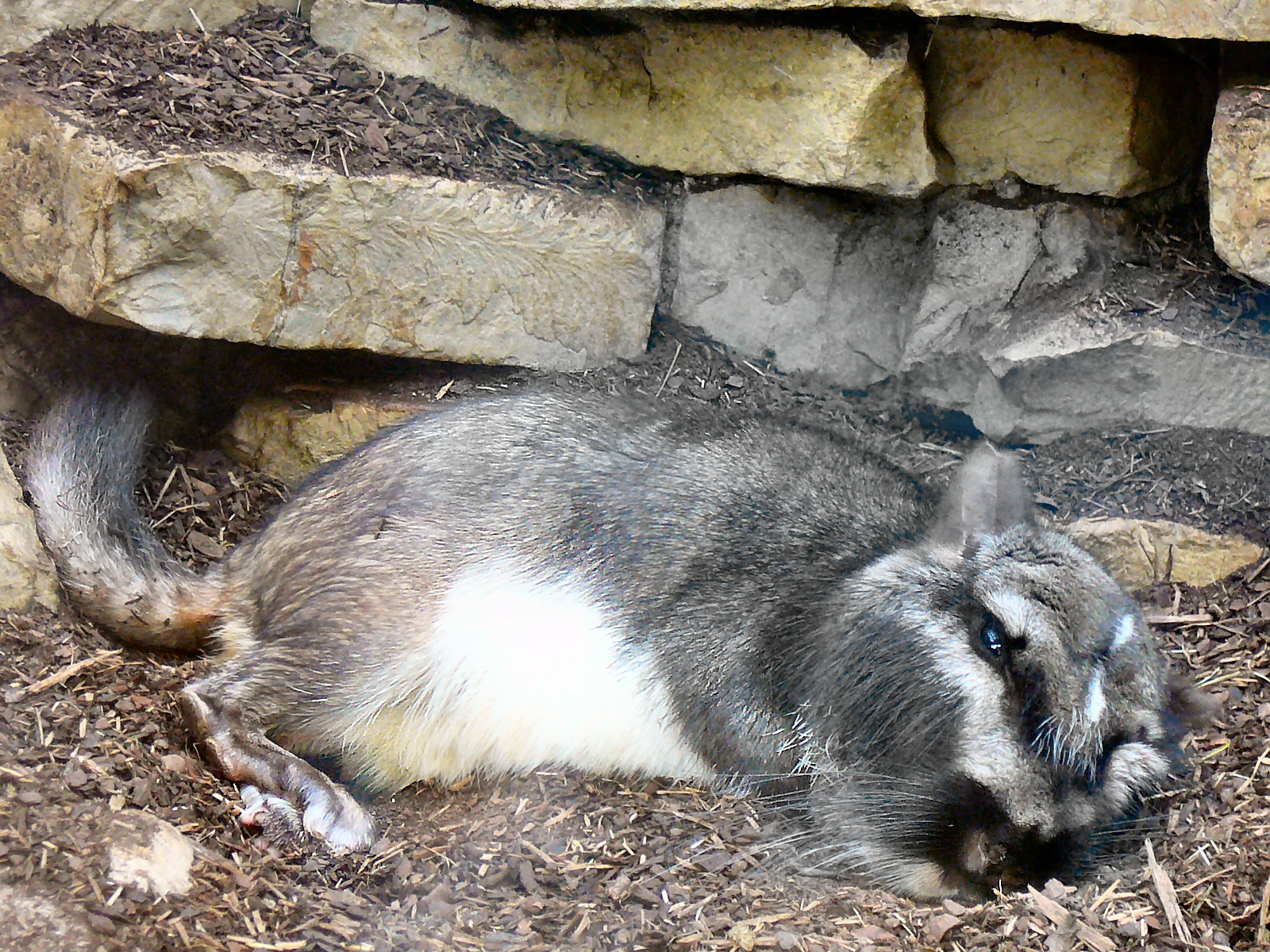
초원비스카차

초원비스카차 또는 아르헨티나초원비스카차(Lagostomus maximus)은 친칠라과에 속하는 설치류의 일종이다. 초원비스카차속의 현존하는 유일종이다. 아르헨티나와 볼리비아 그리고 파라과이에서 발견된다. 친칠라과에서 가장 큰 종이다. 수십년 동안 연속적인 집단을 수용하는 정교한 굴을 만든다.

## 특징
초원비스카차는 대형 설치류의 일종으로 몸무게가 최대 9kg이다. 머리부터 몸까지 평균 몸길이는 500mm 이상이고, 꼬리는 보통 200mm 이하이다. 등 쪽 털은 회색부터 갈색까지 띠지만 흙 색깔에 따라 다르며, 복부 쪽은 희끄무레한 색을 띤다. 머리는 크고, 얼굴은 흑백이다. 수컷이 독특한 콧수염과 뻣뻣한 구레나룻를 갖고 있다. 앞 발은 4개의 발통을 갖고 있고, 뒷발은 세 개의 발톱이 있다. 남부비스카차는 긴꼬리래빗과 현저하게 유사하다. 가늘고 긴 귀 끝부터 길고 둥글게 말린 꼬리 끝까지 부드럽고 무성한 털이 몸 전체에 덮여 있다. 앞다리는 비교적 짧은 반면에 뒷다리는 상대적으로 길고 근육질이어서 달리거나 쉽데 뛰어 넘을 수 있다. 털 색은 계절과 나이에 따라 다양한 반면에 하체는 일반적으로 회색부터 갈색을 띠고 크림색과 검은색 색조가 섞여 있으며, 하체는 연한 노항 또는 황갈색을 띤다.

## 아종
3종의 아종이 알려져 있다.
- L. m. inmollis
- L. m. maximus
- L. m. peltilidens